# 薩氏凹腹鱈
薩氏凹腹鱈，為輻鰭魚綱鱈形目鼠尾鱈科的其中一種。分布於西太平洋南海及澳洲北部海域，屬深海底棲魚類，棲息深度在420-886公尺，體長可達34公分，棲息在底層水域，生活習性不明。